# Церква Марадони

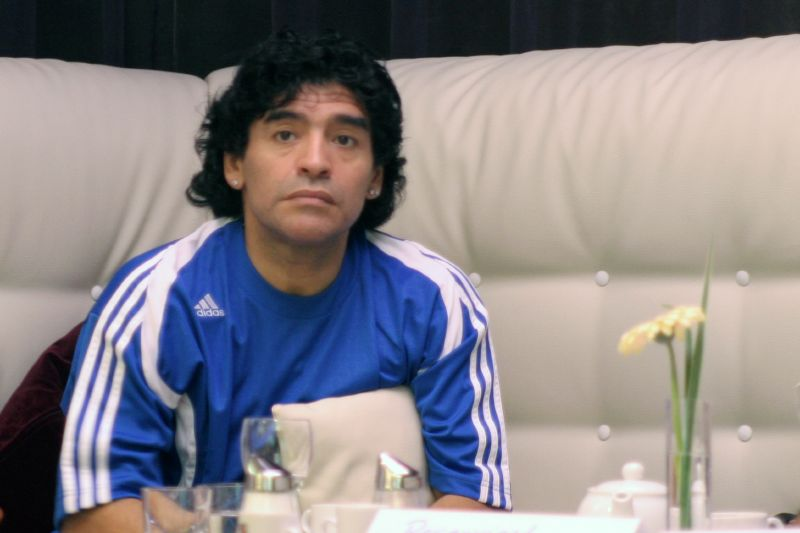
Дієго Армандо Марадона — бог Марадоніальної Церкви

Церква Марадони або Церква Руки Бога, Марадоніальна Церква (Iglesia Maradoniana — ісп.) — релігія, створена фанатами  аргентинського футболіста Дієго Марадони, який вшановується нею, як найкращий футбольний гравець усіх часів.
Церква була заснована 30 жовтня 1998 року в місті Росаріо  (Аргентина) Алехандро Вероном та Ернану Амесом. В світі налічується більше 150 тисяч послідовників Церкви . 
Релігія мого раціо — католицизм, релігія мого серця — Дієго Марадона. Оригінальний текст (англ.)
I have a rational religion, and that's Catholic Church, and I have a religion passed on my heart, passion, and that's Diego Maradona.— Alejandro Verón
Засновники руху не вважають організацію реальною церквою і наголошують на тому, що вона не претендує на звання єдиної в душі і серці людини. Сам Дієго Марадона не входив до членів Церкви, але підтримував контакти з її організаторами.

## Рука Бога
Я не торкнувся м'яча, це була рука Бога  Оригінальний текст (ісп.)
Yo no la toqué, fue la mano de Dios.— Diego Maradona 
22 червня 1986 року на чвертьфіналі Чемпіонату світу у грі між збірними Англії та Аргентини Дієго Марадона на 51-й хвилині відкрив рахунок, забивши гол лівою рукою. Арбітр не зафіксував порушення правил, що спричинило великий резонанс серед футбольної аудиторії, адже у підсумку збірна Аргентини перемогла британців, згодом бельгійців і у фіналі німців, завоювавши титул Чемпіонів Світу.. 

## D10S

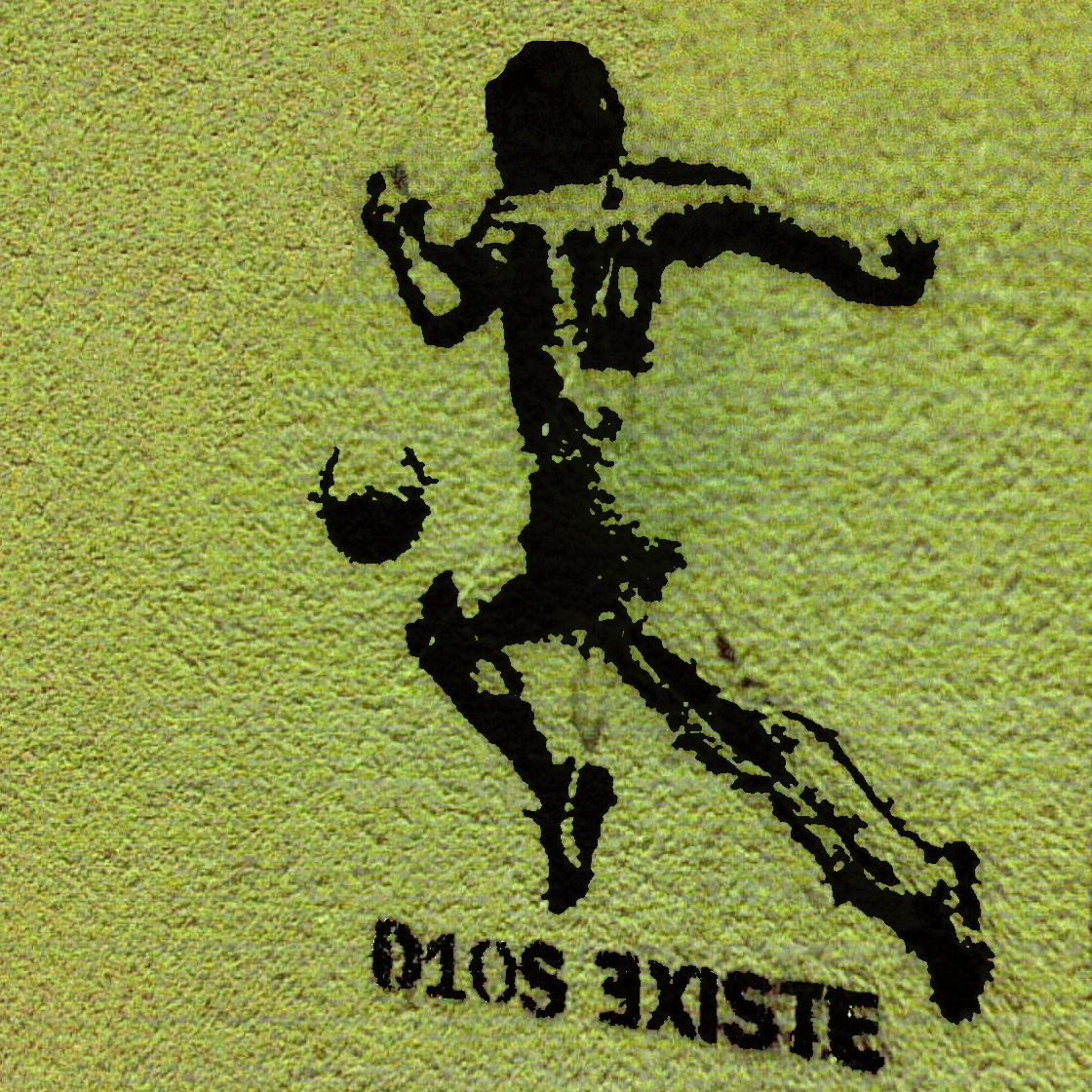
Графіті, зроблене прихильниками Церкви Марадони

Одне з імен Марадони: 10 (diez — ісп.), номер футболки Марадони та "Dios", що іспанською означає "бог".

## Обрядовість

##### Свята Церкви Марадони
- 30 жовтня — Різдво: День народження Великого Дієго Армандо Марадони (1960 р.). З цієї дати у послідовників церкви розпочинається літочислення, що позначається, як "N D.D" — "N-й рік після Дієго" (ісп. — N Despues de Diego).
- 22 червня — Пасха: день, коли Дієго Марадона забив два вирішальні голи у ворота Англії (1986 р.).
- 16 серпня — Хрещення: день дебюту Марадони у великому футболі (1976 р.).

##### Традиції
Таїнства супроводжуються молитвами за здоров'я бога та шумними піснями. Храм не має власного будинку — віруючі моляться в невеликих приміщеннях, або ж біля вуличних вівтарів. Церква не накладає на своїх прихильників ніяких зобов'язань, апелюючи до того, що кожен має вірити в Марадону настільки, наскільки йому дозволяє серце.
Головний атрибут, який при собі має мати кожен наслідувач церкви — це чотки з 34-ма намистинами, саме стільки голів Марадона забив за збірну. Священнослужителі зобов'язані носити в лівій руці м'ячик з терновими шипами — символ страждань та щастя Дієго на футбольному полі.

## Десять заповідей
1. М'яч ніколи не забруднюється.
2. Любов до футболу понад усе.
3. Висловлюй безмежну любов до Дієго та красивого футболу.
4. Шануй кольори Аргентини.
5. Розповідай про життя та чудеса Дієго всьому світу.
6. Шануй храми, де проповідував бог і його священну одіж.
7. Не пов'язуй ім'я Дієго лише з одним клубом.
8. Проповідуй і поширюй принципи Церкви Марадони.
9. Вибери ім'я Дієго своїм другим ім'ям.
10. Назви свого першого сина іменем Дієго.[7]

## Молитва
```
Дієго наш, іже єси на полях
Хай святиться ліва твоя
Та прийде магія твоя нашим очам
Та будуть голи твої як на небі і на землі
Радість даси ти нам сьогодні
І прости тим журналістам яко же і ми прощаємо неаполітанську мафію
І не введи нас у спокусу, але визволи нас від Жоао Авеланжа, 
Дієго.
[
8
]
```